# Хаускен Нурберг, Анне Маргрете
Анне Маргрете Хаускен Нурберг (норв. Anne Margrethe Hausken Nordberg, в девичестве Хаускен; 23 января 1976, Хёугесунн) — норвежская ориентировщица, чемпионка мира и Европы по спортивному ориентированию.
По итогам 2008 года она стала обладательницей Кубка мира.
В юниорском возрасте Анне Маргрете участвовала как в летних так и в зимних молодёжных чемпионатах мира по спортивному ориентированию.
Если в летних молодёжных чемпионатах мира лучшее её достижение это 26 место, то в ориентировании на лыжах на молодёжном чемпионате мира в 1996 году она завоевала серебро на классической дистанции и золото в эстафете.
После дебюта на международной арене в 1998 году она почувствовала себя перетренированной и решила сделать двухгодичных перерыв в своей спортивной карьере.
Анне возвратилась к тренировкам только в 2001 году, делая упор на короткие дистанции и на чемпионате Европы 2002 году в Венгрии она выиграла бронзу в спринте.

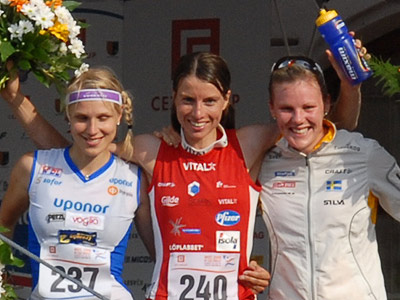
Награждение женского спринта на ЧМ 2008. Слева направо: Минна Кауппи (2), Хаускен, Анне Маргрете (1) и Хелена Янссон (3)

2008 год стал очень успешным для Анне Маргрете. Она смогла выиграть три из пяти гонки, входивших в зачет Кубка мира.
А именно, длинную дистанцию и спринт на чемпионате Европы
и спринт на чемпионате мира в Чехии.
Замужем за норвежским ориентировщиком Андешем Нурбергом.
В середине июня 2011 года родила ребёнка, и поэтому была вынуждена пропустить чемпионат мира 2011 года, проходивший во Франции..